# ساندي روبرتس
ساندي روبرتس (بالإنجليزية: Sandy Roberts)‏ هو مقدم تلفزيوني أسترالي، ولد في 22 فبراير 1950 في Lucindale, South Australia ‏ في أستراليا.